# De colores
A De colores (magyarul: ’Színes’) egy 16. századi népdal. Szövege alapvetően a természet színeiről szól, és az egész spanyol nyelvű világban, valamint az Amerikai Egyesült Államokban is ismert, többek között mint az United Farm Workers („Mezőgazdasági Munkások Szövetsége”), illetve a Római katolikus egyház Cursillos apostolmozgalmának himnusza. Szintén használják gyermekdalként is. A De colorest már számos előadó énekelte, mint például a Los Lobos, Joan Báez, Raffi, Nána Múszhuri, Tish Hinojosa, Arlo Guthrie, José-Luis Orozco, Justo Lamas, Baldemar Velásquez, Tara Strong és Rachael Cantu.

## Szöveg
| De colores De colores se visten los campos en la primavera De colores De colores son los pajarillos que vienen de fuera De colores De colores es el arco iris que vemos lucir Y por eso los grandes amores de muchos colores me gustan a mí De colores De colores brillantes y finos se viste la aurora De colores De colores son los mil reflejos que el sol atesora De colores De colores se viste el diamante que vemos lucir Y por eso los grandes amores de muchos colores me gustan a mí | Színes Színekbe Színekbe öltöznek a rétek tavasszal Színesek Színesek a kismadarak melyek kintről jönnek Színes Színes a szivárvány melyet látunk ragyogni Ezért a nagy szerelmek melyek sokszínűek tetszenek nekem Színeket Ragyogó és finom színeket ölt a pirkadat Színes Színes az ezer fénysugár melyet a nap rejt Színekbe Színekbe öltözik a gyémánt melyet ragyogni látunk Ezért a nagy szerelmek melyek sokszínűek tetszenek nekem |

## Fordítás
- Ez a szócikk részben vagy egészben  a   De Colores című angol Wikipédia-szócikk fordításán alapul.  Az eredeti cikk szerkesztőit annak laptörténete sorolja fel. Ez a jelzés csupán a megfogalmazás eredetét és a szerzői jogokat jelzi, nem szolgál a cikkben szereplő információk forrásmegjelöléseként.